# Phaeophilacris strinatii
Phaeophilacris strinatii is een rechtvleugelig insect uit de familie krekels (Gryllidae). De wetenschappelijke naam van deze soort is voor het eerst geldig gepubliceerd in 1958 door Chopard.